# Radio Gherdëina Dolomites
Radio Gherdëina Dolomites ist ein Radiosender aus Südtirol, der 1979 von Ivo Walpoth, Arno Mahlknecht und Oswald Rifesser gegründet wurde. Seitdem hat die Leitung des Senders oft gewechselt. Im Jahr 1991 wurde der Sender von der Familie Rabanser aus St. Ulrich in Gröden gekauft, die bis heute die große Radiofamilie leitet. Radio Gherdëina Dolomites ist der einzige kommerzielle Privatsender der Region, der zahlreiche Ausstrahlungen, sowohl live als auch zeitversetzt, in ladinischer Sprache ausstrahlt und somit den verschiedenen ladinischen Idiomen, dem Deutschen und dem Italienischen Rechnung trägt.
Empfangen werden kann der Sender in ganz Ladinien (Gröden, Gadertal, Fassatal, Buchenstein, Colle Santa Lucia und Cortina d’Ampezzo), sowie im Eisacktal, im Pustertal, in Bozen und dem Südtiroler Unterland, in Meran und im Schlerngebiet.
Radio Gherdëina Dolomites strahlt rund um die Uhr Programme verschiedener Art aus und versteht sich auch als Förderer moderner und folkloristischer ladinischer Musik. Zur vollen Stunde wird die Nachrichtensendung Südtirol Journal gesendet, die in Zusammenarbeit mit der Nachrichtenagentur RMI aus Bozen produziert wird.
Eine Untersuchung des Landesinstituts für Statistik (Astat) aus dem Jahr 2005 ergab, dass der Sender allein in Südtirol, wozu Gröden und das Gadertal rechnen, über 13.000 Hörer täglich und 25.000 Hörer wöchentlich erreicht.